# UBXD2
UBXD2‏ (UBX domain protein 4) هوَ بروتين يُشَفر بواسطة جين UBXD2 في الإنسان.